# Erna Kotnik
Erna Kotnik (...) è un'ex sciatrice alpina slovena che gareggiò per la nazionale jugoslava.

## Biografia
Erna Kotnik vinse il titolo nazionale jugoslavo nella combinata nel 1975; non debuttò in Coppa del Mondo e non prese parte a rassegne olimpiche o iridate.

## Palmarès

### Campionati jugoslavi
- 1 oro (combinata nel 1975)[1]